# Leke
Leke è un serial televisivo drammatico turco composto da 9 puntate, trasmesso su Kanal D dal 16 aprile al 18 giugno 2019. È diretto da Metin Balekoğlu e Şenol Sönmez, scritto da Yıldız Tunç, prodotto da TİMS&B Productions ed ha come protagonisti Burak Sevinç e Melis Sezen.

## Trama
La storia di Yasemin è iniziata in Germania, e lei si è ritrovata in un orfanotrofio tra gli alti e bassi della vita. Tuttavia, non aveva paura di vivere ed è riuscito a entrare nella facoltà di giurisprudenza. Ora studia e lavora. Il suo unico obiettivo nella vita è ottenere la custodia del fratello sordo che è cresciuto in un orfanotrofio perché i suoi padri sono diversi. D'altra parte, sta risparmiando denaro per l'intervento di suo fratello Murat. Cem è il maggiore di due figli di una famiglia benestante. Da bambino, ha assistito a un evento che ha separato sua madre Belkıs e suo padre e ha sconvolto le loro vite. Cem diventa un uomo brillante e di successo nel suo lavoro. Tuttavia, a causa delle esperienze passate, è distante e diffidente nei confronti delle donne.

## Episodi
| Stagione       | Episodi | Prima TV Turchia | Prima TV Italia |
| -------------- | ------- | ---------------- | --------------- |
| Prima stagione | 9       | 2019             | inedita         |

### Prima stagione (2019)
| n° | Titolo originale | Prima TV Turchia |
| -- | ---------------- | ---------------- |
| 1  | 1. Bölüm         | 16 aprile 2019   |
| 2  | 2. Bölüm         | 23 aprile 2019   |
| 3  | 3. Bölüm         | 30 aprile 2019   |
| 4  | Gel Desen        | 7 maggio 2019    |
| 5  | Anlat Bana       | 14 maggio 2019   |
| 6  | En Güzel Rüyam   | 21 maggio 2019   |
| 7  | Aşktan Öte       | 28 maggio 2019   |
| 8  | Anlatmam Gerek   | 11 giugno 2019   |
| 9  | İnanır Mıydın    | 18 giugno 2019   |

## Personaggi e interpreti

### Personaggi principali
- Cem Yenilmez (episodi 1-9), interpretato da Burak Sevinç. È un uomo d'affari fiducioso e vice CEO della Marine Marine Holding, attraente, rispettabile, giovane e single. Sembra piuttosto distante dall'esterno. Non gli piace niente che abbia a che fare con il sentimentalismo. Il lavoro di tutta la sua vita. Vincere è il suo unico scopo nella vita. Tutto cambia quando Yasemin affronta questo mondo che Cem ha costruito per se stesso. Perché Yasemin è diversa da qualsiasi donna che conosce e interrompe tutta la memorizzazione di Cem. Dopo essere stato innamorato di Yasemin per un po', Cem decide di sposarla.
- Yasemin Adıvar (episodi 1-9), interpretata da Melis Sezen. È una donna bella, elegante, limpida. Yasemin è una giovane donna laboriosa, testarda e determinata che vive secondo la propria verità, è onesta, non risparmia le sue parole, difende ciò in cui crede fino alla fine. È cresciuto in un orfanotrofio con suo fratello Murat. Sta cercando di ottenere la custodia di Murat. D'altra parte, sta risparmiando denaro per l'intervento di Murat, che è sordo. Studia giurisprudenza e lavora anche in una società di organizzazione. Şirin, che ha incontrato il giorno in cui è arrivato all'orfanotrofio, è il suo migliore amico nella vita e anche il suo compagno di stanza. Dopo essere stato innamorato di Cem per un po', Yasemin decide di sposarlo.
- Serpil Zengin (episodi 1-9), interpretata da Selen Uçer. È il proprietario della società di organizzazione per cui lavora Yasemin. È cresciuto in una famiglia distrutta con suo fratello Birkan, privo di valori familiari. Serpil è una donna pericolosa e spietata che commercializza ragazze sotto il nome dell'organizzazione. Yasemin viene arrestato con Birkan su denuncia di Şirin e Meto.
- Mehmet Tuna (episodi 1-9), interpretato da Tolga Güleç. È un giovane uomo d'affari, vice CEO di Marine Marine Holding e rivale di Cem. È un uomo istruito con un ottimo background, ma le sue ambizioni vanno oltre se stesso.
- Ferhan Yenilmez (episodi 1-9), interpretata da Nurinisa Yıldırım. È la zia di Cem e Arda, che li ha cresciuti come suoi figli, in quanto la loro madre li ha abbandonati. Belkis è il suo peggior nemico.
- Birkan Atılgan (episodi 1-9), interpretato da Mehmet Bozdoğan. È il fratello di Serpil che è un poliziotto molto intelligente ma sporco che usa la sua intelligenza per il male. È estremamente sistematico e attento in ogni azione che compie. È anche innamorato di Yasemin. È un uomo pericoloso e spietato che, insieme alla sorella maggiore Serpil, commercializza ragazze sotto il nome dell'organizzazione. Yasemin viene arrestato con Serpil su denuncia di Şirin e Meto.

### Personaggi secondari
- Ekber (episodi 1-9), interpretato da Nail Kırmızıgül. È l'autista del padre defunto di Cem ed è anche il migliore amico di Cem.
- Şirin Acar (episodi 1-9), interpretata da Tuğçe Açıkgöz. È una ragazza bella e simpatica ed è la migliore amica di Yasemin dell'orfanotrofio e anche la sua coinquilina. L'unico lavoro che riesce a trovare è scortare sotto il nome di modella nella compagnia di Serpil, in quanto non è istruita o attrezzata.
- Arda Yenilmez (episodi 1-9), interpretata da Selahattin Paşalı. È la sorella di Cem. È stato messa in ombra dal fratello maggiore per anni ed è stato sopraffatto dal suo successo, motivo per cui odia suo fratello. Nonostante tutto quello che ha passato, Arda ha perdonato sua madre Belkıs e ha incontrato sua madre per molto tempo, ignara di suo fratello.
- Meto (episodi 1-9), interpretato da Ferdi Sancar. È l'assistente di Serpil che gestisce l'attività di scorta ed è innamorato di Şirin.
- Belkıs Murphy (episodi 1-9), interpretata da Lale Başar. È la madre naturale di Cem e Arda. Cem odia sua madre perché ha lasciato lo ha abbandonato insieme a sua sorella Arda per amore del suo amante ai tempi di Belkıs.
- Murat Adıvar (episodi 1-9), interpretato da Kerim Tuna Kaba. È il fratello di Yasemin e sordo. Rimane in un istituto di assistenza all'infanzia. Comincia a sentire dopo che Yasemin ha raccolto i soldi per l'operazione.
- Pelin (episodi 1-9), interpretata da Yağmur Özbasmacı. È un dipendente della Marine Marine Holding. Ha una relazione segreta con Mehmet, ma è innamorata di Cem.
- Subutay (episodi 1-9), interpretato da Ziya Çiçek. È un agente di polizia che lavora per Birkan. Su denuncia, arresta Serpil e Birkan.
- Nevin (episodi 1-9), interpretata da Serap Önder. È la persona responsabile nell'istituto in cui risiede Murat.
- Aysun (episodi 1-9), interpretata da Aslı Turanlı. È l'assistente personale di Cem.
- Oktay (episodi 1-9), interpretato da Mert Asutay. È l'amministratore delegato della Marine Marine Holding. Vuole cedere la sua posizione nell'azienda a Cem.

## Produzione
La serie è diretta da Metin Balekoğlu e Şenol Sönmez, scritta da Yıldız Tunç e prodotta da TİMS&B Productions.

### Riprese
Le riprese della serie si sono svolte tra la fine di marzo a maggio 2019 a Istanbul, in Turchia.

## Trasmissioni internazionali
| Paese   | Rete televisiva | Titolo locale | Prima TV locale |
| ------- | --------------- | ------------- | --------------- |
| Turchia | Kanal D         | Leke          | 16 aprile 2019  |
| Bolivia | Red UNO         | Amor Manchado | 29 maggio 2021  |
| Brasile | Globoplay       | Amor e Honra  | 6 marzo 2023    |